# Jörgen Abrahamsson
Lars Jörgen "Sko" Abrahamsson, född 28 mars 1955 i Halmstad, är en svensk tidigare handbollsspelare (mittsexa).

## Karriär
Jörgen Abrahamsson moderklubb var Halmstad HP. Han spelade däremot hela sin elitkarriär för HK Drott. Abrahamsson gjorde debut i Österporthallen 1974 och spelade sin sista match i samma hall 18 år senare, 1992. Han är den spelare i HK Drott som spelat flest matcher i klubben. Enligt statistik spelade han 842 matcher och gjorde 1 897 mål, därav 873 mål i allsvenskan/elitserien. Alla matcherna var inte i elitserien. Han var med om att vinna hela sju SM-guld med klubben. Under halva karriären var han lagkapten i HK Drott. Karriären är en av framgångsrikaste i svensk handbollshistoria.

## Landslagskarriär
Åren 1976 till 1983 deltog Abrahamsson i 110 landskamper. Han gjorde mästerskapsdebut vid VM 1978 i Danmark. Han spelade också i VM 1982 i Västtyskland. Säsongen 1981/1982 valdes han till årets handbollsspelare i Sverige. I artikeln motiveras uttagningen med att Jörgen Abrahamsson vari bäst i Drott och bäst i landslaget i VM 1982. Han är Stor grabb. 

## Meriter
- Sju SM-guld (1975, 1978, 1979, 1984, 1988, 1990 och 1991) med HK Drott